# Sweet Forgiveness
Sweet Forgiveness is het zesde album van Bonnie Raitt. Het werd uitgebracht in 1977.
Dit album betekende het eerste commerciële succes voor Raitt door het succes van haar cover van Del Shannons "Runaway". Haar versie, een R&B-nummer in de stijl van Al Green, werd neergehaald door veel critici, maar het publiek was het daar niet mee eens.
Het commerciële succes van Sweet Forgiveness zorgde voor rivaliteit tussen de grote platenmaatschappijen Columbia Records en Warner Bros. Records, waar Raitt een contract had. De twee maatschappijen waren op rond die tijd verwikkeld in een strijd om de beste artiesten, en Columbia wilde Raitt hebben. Omdat Warner Bros. Raitt niet kwijt wilde, besloten zij het bod van Columbia te evenaren, en Raitt bleef.
Sweet Forgiveness eindigde op nummer 25 in de Pop Albums-hitlijst van het Amerikaanse blad Billboard. De Single Runaway kwam op 57 in de Pop Singles-lijst.

## Tracklist
1. "About to Make Me Leave Home" (Randall) - 4:14
2. "Runaway" (Crook, Shannon) - 3:57
3. "Two Lives" (Jordan) - 3:49
4. "Louise" (Siebel) - 2:45
5. "Gamblin' Man" (Kaz) - 3:27
6. "Sweet Forgiveness" (Moore) - 4:11
7. "My Opening Farewell" (Browne) - 5:20
8. "Three Time Loser" (Covay, Miller) - 3:19
9. "Takin' My Time" (Payne) - 3:37
10. "Home" (Bonoff) - 3:28

## Muzikanten
- Bonnie Raitt - steelstringgitaar, gitaar, elektrische gitaar, slidegitaar, zang
- Norton Buffalo - mondharmonica
- Rosemary Butler - zang
- Lester Chambers - zang
- Sam Clayton - dirigent, conga
- Freebo - basgitaar, fretloze bas, gitaar, zang
- David Grisman - mandoline, mandoloncello
- Jeff Labes - keyboard
- Maxayn Lewis - zang
- Michael McDonald - zang
- Will McFarlane - gitaar, elektrische gitaar, slidegitaar
- Bill Payne - orgel, synthesizer, piano, keyboard, zang, Fender Rhodes
- J.D. Souther - zang
- Fred Tackett - akoestische gitaar, gitaar, keyboard
- Dennis Whitted - drums
- Carlena Williams - zang